# Vol espacial privat

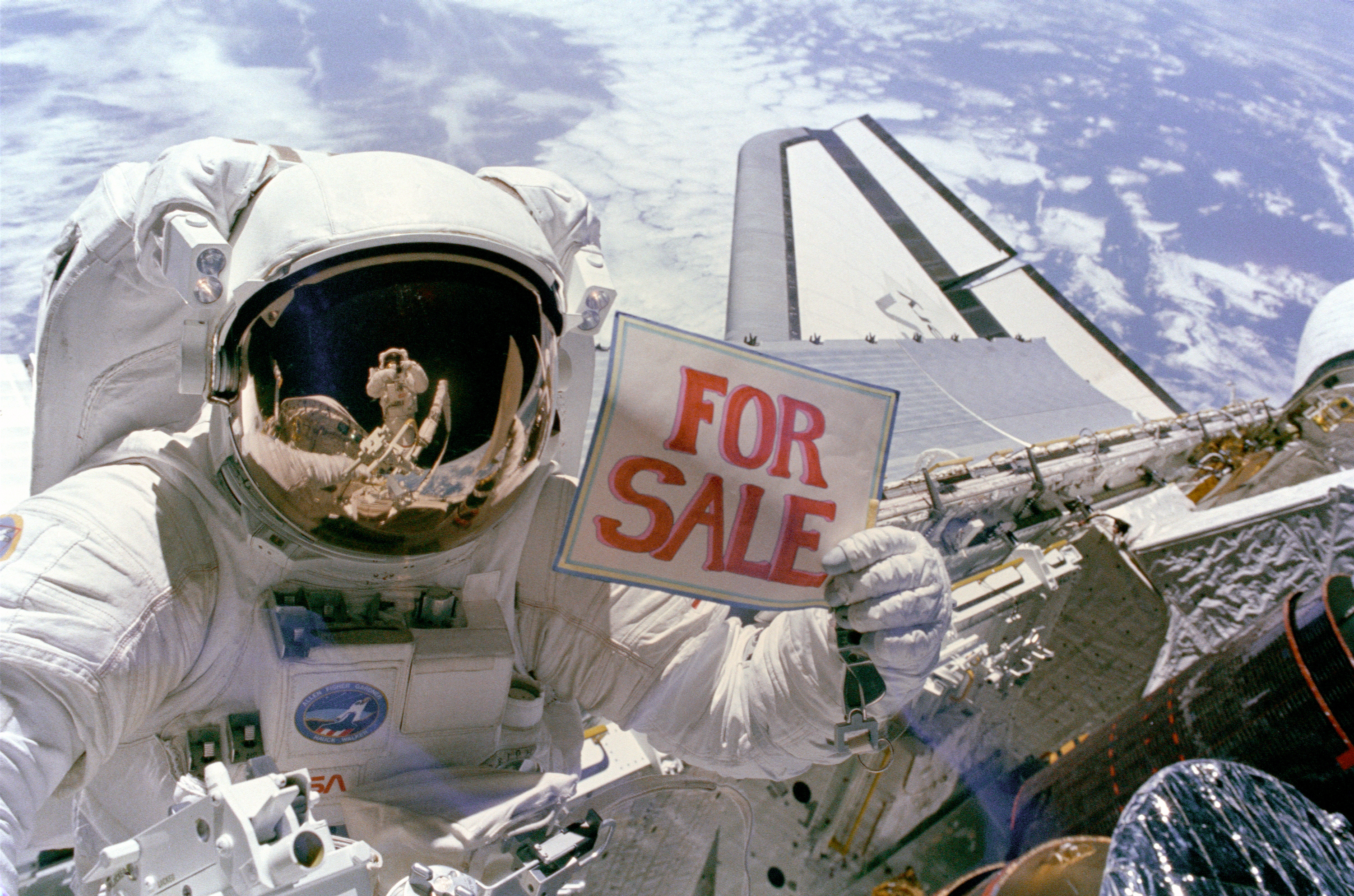
L'astronauta Dale A. Gardner mantenint un cartell de "For Sale" (en venda)

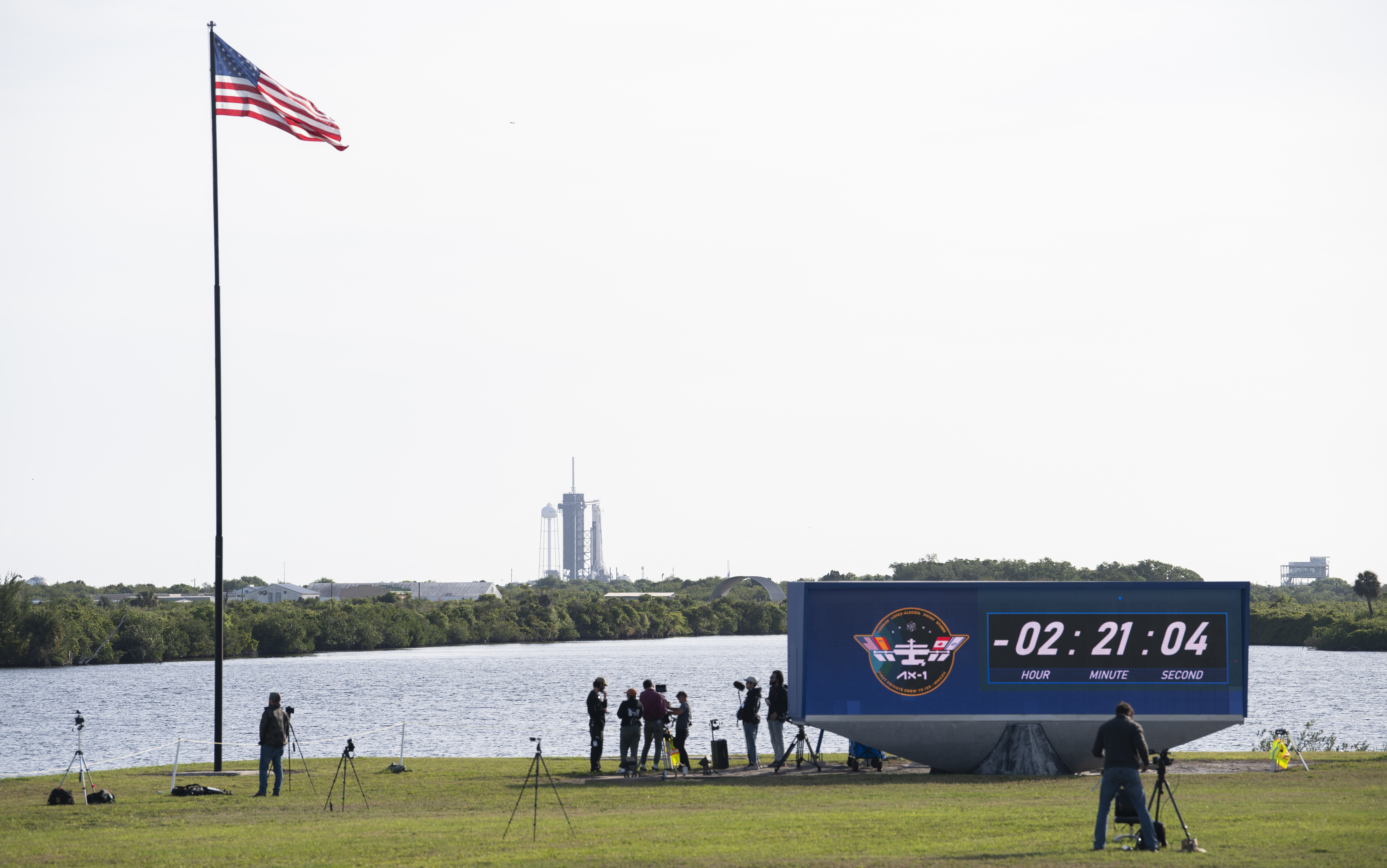
Missió espacial tripulada privada, Axiom Mission 1 apunt per enlairar-se en un coet Falcon 9 amb la càpsula Crew Dragon

Un vol espacial privat és aquell vol més enllà de la línia de Kármán (per sobre del límit nominal de l'espai en 100 km d'altitud terrestre) que es du a terme i finança per una entitat diferent a d'un organisme governamental.
En les primeres dècades de l'Era Espacial, les agències espacials governamentals de la Unió Soviètica i els Estats Units van liderar la tecnologia espacial augmentada per la col·laboració amb l'afiliació d'oficines de disseny a la URSS i companyies privades als EUA. L'Agència Espacial Europea es va formar en 1975, en gran part seguint el mateix model de desenvolupament de la tecnologia espacial.
Més tard, els contractistes de defensa van començar a desenvolupar i operar vehicles de llançament espacials, derivats de coets governamentals i satèl·lits comercials. El vol espacial privat en òrbita terrestre inclou satèl·lits de comunicacions, televisió per satèl·lit, ràdio per satèl·lit, transport d'astronautes i turisme espacial suborbital i orbital.
En els últims anys, els emprenedors han començat a dissenyar i desplegar sistemes espacials competitius als sistemes governamentals nacional i monopolistes
de les primeres dècades de l'era espacial.
Els èxits fins ara inclouen el vol d'avions suborbitals, llançament de coets en òrbita, i el vol d'un parell de mòduls de prova expandibles orbitals (Genesis I i II).
Altres vols espacials privats previstos inclouen vols espacials tripulats més enllà de l'òrbita de la Terra com la Lluna. Avui dia hi ha dos prototips d'hàbitats orbitals en òrbita terrestre, amb previsions de versions més grans. Dels vols espacials tripulats privats programats més enllà de l'òrbita de la Terra s'inclouen prototips de veles solars (LightSail-3).